# Manuel Göttsching
Manuel Göttsching (Berlín, 9 de septiembre de 1952-4 de diciembre de 2022) fue un compositor y guitarrista alemán conocido por ser cofundador del grupo de música electrónica Ash Ra Tempel uno de los más influyentes de la denominada Escuela de Berlín. Considerado uno de los padres fundadores de la música electrónica contemporánea su álbum E2-E4 (1984) es considerado germen de estilos como el techno, el house y el electro.

## Biografía
Tanto como fundador del grupo Ash Ra Tempel -desde 1977 Ashra- como durante su carrera en solitario Göttsching es categorizado como uno de los más importantes guitarristas del krautrock, un género musical originario de la República Federal de Alemania entre finales de los años 1960 y principios de los 70. Posteriormente inscrito en la Escuela de Berlín de música electrónica su estilo y técnica influyeron posteriormente en multitud de artistas de la escena new age de los años 80 y 90. 

"Tuvimos éxito porque la música era nueva y atractiva para la gente que estaba harta del rock anglosajón. Hoy nuestra música es historia, porque han surgido nuevos músicos y con ellos nuevos desarrollos, estilos, géneros. Y aquellos de nosotros que todavía tocamos en el viejo estilo somos hoy considerados pasados de moda. Así es como funciona esto."
Manuel Göttsching 

En su discografía en solitario se hallan álbumes en los que la experimentación electrónica con instrumentaciones son su seña de identidad como New Age On Earth (1976) o Blackouts (1977). Su disco E2-E4, originalmente creado en 1981 y publicado en 1984, está basado en una sesión de improvisación de una hora grabada en una sola toma. Se considera fundamental en el desarrollo de la música house y de la electrónica en general.

"Inventions for Electric Guitar, New Age of Earth, Blackouts (todos álbumes en solitario) no son menos famosos que E2-E4 (por cierto, es un disco de 1981 que publiqué en 1984), pero atraen a diferente público que E2-E4 que es una especie de himno para la generación techno. Además, E2-E4 no está compuesto, sino que se trata de una improvisación de 1 hora sin cortes ni mezcla posterior. Los otros álbumes están más basados en composiciones y conceptos."
Manuel Göttsching 

En el año 2000 Göttsching y Klaus Schulze publicaron un disco de estudio y un álbum en directo como Ash Ra Tempel. El disco en directo fue grabado como parte de los conciertos Cornucopea organizados por Julian Cope durante el festival Royal Festival Hall en Londres (Reino Unido).

"Yo fui invitado por Julian Cope para tocar en el Royal Festival Hall de Londres. Y precisamente, como era el año 2000, recordé que hacía 30 años desde la fundación de Ash Ra Tempel. Así que le pedí a Klaus Schulze si quería unirse a mí y decidimos hacer un concierto como una reunión única. Bueno así es como este concierto-reunión tuvo lugar. Pero nunca se planeó nada más allá."
Manuel Göttsching 

## Discografía
En solitario
- E2-E4 (1984)
- Dream & Desire (1991)
- The Private Tapes (1996)
- Concert for Murnau (2005)
- Die Mulde (2005)
- Joaquin Joe Clausell meets Manuel Göttsching (2006)
- Live At Mount Fuji (2007)
- E2-E4 Live In Japan (2009)

Como Ash Ra Tempel
- Ash Ra Tempel (1971)
- Schwingungen (1972)
- Seven Up (con Timothy Leary) (1973)
- Joinn In (1973)
- Starring Rosi (1973)
- Inventions for Electric Guitar (1974)
- Le Berceau De Cristal (1993)
- Friendship (2000)
- Gin Rosé At The Royal Festival Hall (2000)

Como Ashra
- New Age of Earth (1976)

- Blackouts (1977)

Colaboraciones
- Starring In Tarot (1975)
- Early Water (con Michael Hoenig) (1995)
- Richard Wahnfried's Tonwelle (con Klaus Schulze y Michael Shrieve) (2012)